# Progetto Aphrodite
Il progetto Aphrodite e Anvil (Incudine) erano i nomi in codice che, durante la seconda guerra mondiale, l'USAAF (Aviazione statunitense) e l'USN (marina statunitense) utilizzavano per le operazioni di bombardamento mediante B-17 e PB4Y-2 trasformati in bombe intelligenti su bunker o comunque strutture nemiche rinforzate come quelle prese di mira durante l'operazione Crossbow.

## Il progetto
Il piano prevedeva l'uso dei B-17, che erano stati ritirati dal servizio operativo, soprannominati come "robot", "baby", "drone" o "weary Willy", armati di esplosivo ad alta capacità, e pilotati tramite radiocomando per poter colpire le fortificazioni tedesche come anche i bunker degli U-Boot e i siti delle Vergeltungswaffen (armi di rappresaglia).
Si sperava che questo progetto avrebbe potuto eguagliare il successo britannico con le bombe a caduta libera Tallboy e Grand Slam, ma si dimostrò pericoloso, costoso ed infruttuoso. Di 14 missioni pilotate, nessuna portò alla distruzione di un obiettivo. Molti velivoli persero il controllo e si schiantarono oppure furono abbattuti dalla contraerea, e molti piloti rimasero uccisi. Tuttavia, un piccolo numero di aerei arrivò vicino all'obiettivo prefissato. Una morte da ricordare fu quella del pilota Joseph Patrick Kennedy Jr., il fratello maggiore del futuro presidente americano John F. Kennedy.
Il programma cessò ufficialmente il 27 gennaio del 1945 quando il generale Carl Andrew Spaatz inviò un messaggio urgente a Jimmy Doolittle:
(Carl Andrew Spaatz)

## Progettazione
Verso la fine del 1943, il generale Henry H. Arnold aveva diretto alcuni ingegneri elettronici del generale di brigata Grandison Gardner a Eglin Field, in Florida, per equipaggiare alcuni bombardieri, già ritirati dalla guerra, con piloti automatici in modo tale che potessero essere controllati a distanza. Il piano fu proposto per la prima volta al maggiore generale James H. Doolittle all'inizio del 1944. Doolittle approvò il piano il 26 giugno per l'operazione Aphrodite, e assegnò alla 3ª divisione aerea la preparazione del drone, che doveva essere designato BQ-7. Nel progetto simile della US Navy, operazione Incudine, il drone è stato designato BQ-8.
L'assegnazione finale di responsabilità fu data al 562º Squadrone presso la RAF di Honington nel Suffolk. Allo stesso modo, il 6 luglio 1944 la Special Attack Unit (SAU-1) della US Navy fu costituita sotto il ComAirLant, con il comandante James A. Smith, ufficiale responsabile, per il trasferimento senza ritardi a comandare la flotta Air Wing 7 in Europa per poter attaccare i siti dei V1 e V2 con i PB4Y-1 convertiti in droni d'assalto.

## Teoria della missione

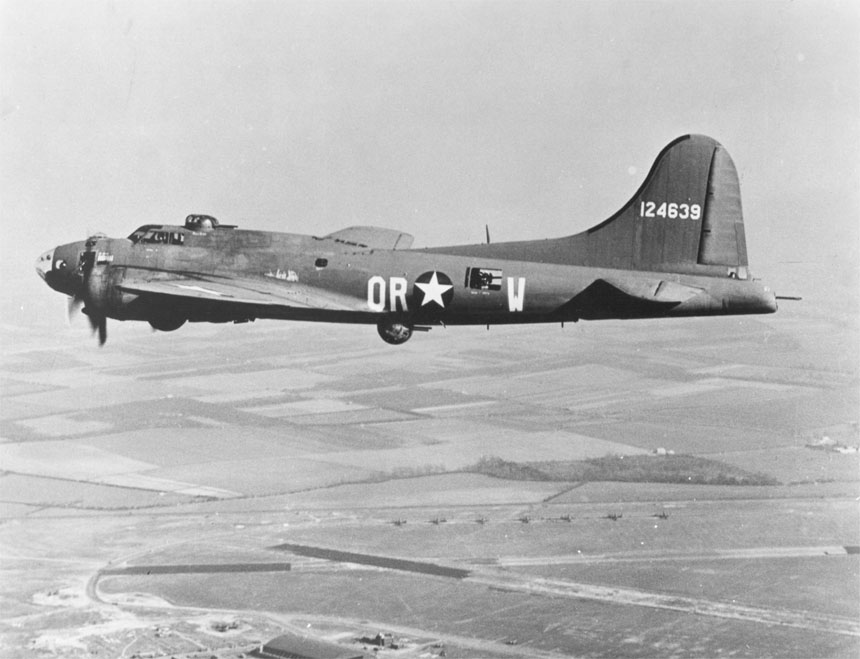
Un B-17F utilizzato durante il progetto Aphrodite utilizzato contro la fortezza di Mimoyecques, ma si schiantò poco prima dell'obiettivo per un errore di controllo

I vecchi bombardieri Boeing B-17 Flying Fortress furono spogliati di tutto il loro armamento standard da combattimento e di tutte le altre apparecchiature non essenziali (armature, armi da fuoco, rack bombe, ricetrasmettitore, sedili, ecc), alleggerendolo di circa 5400 kg. Il cupolino dell'aereo fu rimosso per facilitare l'espulsione del pilota e del co-pilota mediante un paracadute. Furono aggiunte le apparecchiature radio per il controllo a distanza AZON, assieme a due telecamere montate nell'abitacolo per consentire una vista sia della terra che del pannello principale della strumentazione, da trasmettere ad un CQ-17 "madre" d'accompagnamento. Il drone era carico di esplosivo per un peso due volte superiore a quello del normale carico di bombe di un B-17. L'esplosivo britannico torpex utilizzato per lo scopo era di per sé il 50% più potente del comune TNT.
Una posizione relativamente remota nel Norfolk, la base della RAF Fersfield, fu designata come base operativa. Inizialmente era stato ipotizzato il sito della RAF Woodbridge per la sua pista più lunga, ma la possibilità che un velivolo danneggiato deviato a Woodbridge potesse collidere con un drone carico causò preoccupazioni.
Il sistema di controllo a distanza era insufficiente per il decollo in sicurezza; ogni drone doveva quindi essere portato in quota da un pilota e da un ingegnere di volo, entrambi volontari, a un'altitudine di 600 m per poi trasferire il controllo agli operatori dei CQ-17 "madri". Dopo un aver verificato il controllo remoto del drone, l'equipaggio di due uomini avrebbe dovuto armare il carico esplosivo e quindi eiettarsi fuori dall'abitacolo. Il CQ-17 "madre" avrebbe poi diretto l'aereo trasformato in drone sul bersaglio.
Quando il programma di formazione fu completo, la 562ª Squadriglia aveva dieci droni e quattro "madri".

## Missioni
| Obiettivo                         | Data              | Velivolo                                             | Note |
| --------------------------------- | ----------------- | ---------------------------------------------------- | --- |
| Fortezza di Mimoyecques           | 4 agosto 1944     | 1 B-17                                               | Missione 515: il pilota Lt. Fain Pool e l'ingegnere S. Sgt. Philip Enterline si sono paracadutati con successo ma il drone andò fuori controllo. |
| bunker Siracourt V-1              | 4 agosto 1944     | B-17 39835                                           | Missione 515: Problemi di controllo che hanno portato allo schianto del drone su Sudbourne ("pilota ucciso per aver abbandonato l'aereo troppo presto"). |
| La Coupole, Saint-Omer (Wizernes) | 4 agosto 1944     | 2 B-17s                                              | Missione 515: un aereo ha perso il controllo dopo che il primo membro dell'equipaggio si è salvato, e si è schiantato nei pressi di Orford, formando un enorme cratere e distruggendo più di 8 000 m² di campagna circostante; il secondo membro dell'equipaggio è rimasto ucciso. La vista dal prua dell'altro drone era oscurata come se fosse arrivata sul bersaglio, ma mancandolo di diverse centinaia di metri. (Fonti alternative sostengono che un drone ha colpito 1 500 piedi e uno è stato abbattuto, e che uno dei due droni si è schiantato uccidendo un membro dell'equipaggio composto da 2 uomini.).                                                                                |
| Watten                            | 6 agosto 1944     | B-17 30342 B-17 30212 (Quarterback) B-17 31394       | Entrambi gli equipaggi abbandonarono i missili senza complicazioni; pochi minuti dopo che uno ha perso il controllo ed è caduto in mare. Entrambi i due velivoli, 30342 e 31394, riscontrarono problemi di controllo e si schiantarono in mare; il B-17 30342 impattò a Gravelines, probabilmente a causa di danni da parte della contraerea. Anche l'altro ha perso il controllo, ma virò verso l'interno e cominciò a girare sull'importante città industriale e portuale di Ipswich. Dopo alcuni minuti, si è schiantato in mare. |
| Helgoland                         | agosto 1944       |                                                      | Dopo le modifiche per cambiare un diverso sistema di controllo, una seconda vittima della operazione è morta durante questa missione, quando il paracadute del pilota non si è aperto. Anche il missile non riuscì, probabilmente abbattuto dalla contraerea prima di raggiungere il bersaglio. |
| Heide                             | agosto 1944       | 4 droni                                              | Tre aerei non riuscirono a raggiungere il loro obiettivo a causa di malfunzionamenti del controllo, mentre il quarto si schiantò, ma sufficientemente vicino all'obiettivo per causare danni significativi ed elevate perdite. |
| Mimoyecques                       | 12 agosto 1944    | PB4Y-1 32271 (ex USAAF B-24J 42-110007)              | Il velivolo esplose anticipatamente sopra l'estuario Blyth, Inghilterra orientale, uccidendo il tenente Joseph P. Kennedy, Jr. e il tenente Wilford J. Willy. |
| Missione 549/Le Havre             | 13 agosto 1944    | 1 B-17                                               | Il drone con 907 kg di bombe mancò il bersaglio e anche un de Havilland DH.98 Mosquito venne distrutto dalle bombe che esplosero. |
| Bunker per U-Boot a Heligoland    | 3 settembre 1944  | PB4Y-1 63954                                         | Secondo il progetto "Anvil" della USN, il velivolo è ammarato sulle isole Düne per errore. |
| Bunker per U-Boot a Heligoland    | 11 settembre 1944 | B-17 30180                                           | Colpito dalla contraerea nemica e si è schiantato in mare. |
| Hemmingstedt                      | 14 settembre 1944 | B-17s 39827 & 30363 (Ruth L III)                     | Contro l'obiettivo della raffineria di petrolio a Hemmingstedt/Heide della Campagna Oil (che venne senza successo attaccato da bombardieri convenzionali il 4 agosto), entrambi i droni mancarono il bersaglio a causa delle cattive condizioni meteorologiche. |
| Bunker per U-Boot a Heligoland    | 15 ottobre 1944   | B-17 30039 Liberty Belle B-17 37743                  | Entrambi i droni mancarono l'obiettivo a causa delle cattive condizioni meteorologiche. |
| Bunker per U-Boot a Heligoland    | 30 ottobre 1944   | B-17 30066 (Mugwump) B-17 3438                       | La missione 693A: 2 su 5 B-17 effettuarono un attacco all'isola di Helgoland in Germania; l'accompagnamento era effettuato da 7 P-47. Il BQ-7 non ha avuto i successi sperati contro gli "obiettivi due", e perciò il quartier generale dell'USSAF ordinò invece di bombardare obiettivi industriali; altre 2 missioni vennero effettuate. Il maltempo ha impedito l'identificazione dell'obiettivo primario, mentre entrambi i velivoli erano diretti verso Berlino. Il 3438 ben presto si schiantò in acqua a causa del poco carburante, mentre il 30066 volò autonomamente in Svezia, dove si schiantò. Il velivolo accompagnatore aveva già dovuto rientrare a causa della mancanza di benzina. |
| Scalo di smistamento di Herford   | 5 dicembre 1944   | B-17 39824 B-17 30353 (Ten Knights in the Bar Room)  | L'obiettivo non fu identificato a causa della presenza di nubi, quindi entrambi furono dirottati a bombardare Haldorf, ma entrambi si schiantarono fuori dalla città. |
| Centrale elettrica di Oldenburg   | 1 gennaio 1945    | B-17 30178 Darlin' Dolly and B-17 30237 Stump Jumper | Il pilota del pilota era il capitano Jack L. Hodson che ricevette il Distinguished Flying Cross per le sue azioni. Entrambi i velivoli furono abbattuti dalla contraerea prima di raggiungere l'obiettivo. |